# Heinrich Swoboda (politik)
Heinrich Swoboda (3. ledna 1837 Tachov – 24. února 1910 Tachov), byl rakouský politik německé národnosti z Čech, v 2. polovině 19. století poslanec Říšské rady a starosta Tachova.

## Biografie
Maturoval na gymnáziu v Chebu. Vyučil se u svého otce v jeho tachovské lékárně a po delší dobu získával zkušenosti na cestách po Evropě. Vrátil se do Čech. V Aši se seznámil se svou manželkou Sophií Charlottou Krausovou, s níž se na podzim 1865 oženil. Po smrti otce se přestěhoval do rodného Tachova, kde převzal lékárenskou živnost a úřad poštmistra. Byl literárně činný pod pseudonymem Freiwart von der Mies. Publikoval básně. Byl členem spolků Verein für Geschichte der Deutschen in Böhmen a Deutscher National Verband v Chebu. Na podzim 1871 byl zvolen starostou Tachova. Patřil mezi blízké politické i osobní přátele ministra Gustava Schreinera.
Od roku 1870 do roku 1871 zasedal i jako poslanec Českého zemského sněmu. Pak na mandát rezignoval. Byl kandidátem pro zemské volby roku 1870 za kurii městskou, obvod Planá, Tachov, Stříbro. Mezi poslanci sněmu se zmiňuje v září 1870. V září 1871 se uvádí mezi poslanci, kteří složili mandát.
Působil i jako poslanec Říšské rady (celostátního parlamentu Předlitavska), kam usedl ve volbách roku 1885 za kurii venkovských obcí v Čechách, obvod Planá, Teplá atd. Mandát obhájil ve volbách roku 1891. Ve volebním období 1885–1891 se uvádí jako Heinrich Swoboda, poštmistr a majitel nemovitostí, bytem Tachov.
Byl orientován jako německý liberál (tzv. Ústavní strana). Na Říšské radě usedl do klubu Sjednocené levice. Po jeho rozpadu přešel do poslanecké frakce Deutscher Club (Německý klub). Později po znovusjednocení německých liberálních poslanců byl členem Sjednocené německé levice. I ve volbách roku 1891 byl na Říšskou radu zvolen za klub Sjednocené německé levice.
Zemřel náhle v únoru 1910.